# Sarcofago di Alethius
Il cosiddetto sarcofago di Alethius è un sarcofago romano rinvenuto nel XVII secolo nel quartiere Montplaisir del comune francese di Charmes-sur-Rhône (Dipartimento di Ardèche, Regione dell'Alvernia-Rodano-Alpi). Oggi conservato sotto la scalinata monumentale del municipio della città.

## Storia
Conosciamo la storia di Alethius solamente per quello che dice il suo epitaffio inciso sulla parte anteriore del sarcofago.

### Alethius
È stato un notevole personaggio di Lugdunum (odierna Lione), le cui cariche ricoperte restano tuttavia poco chiare: dall'iscrizione risulta che fosse stato consigliere e senatore.
Morì a circa novant'anni e venne sepolto dalla figlia e dal figlio sulla collina che domina la città di Charmes-sur-Rhône.

### Ritrovamento
Il sarcofago rivide la luce nel XVII secolo; si trovava infatti sotto terra in un giardino di una casa del quartiere Montplaisir di Charmes-sur-Rhône quando venne riesumato dal proprietario della villa: Paul Fisch.

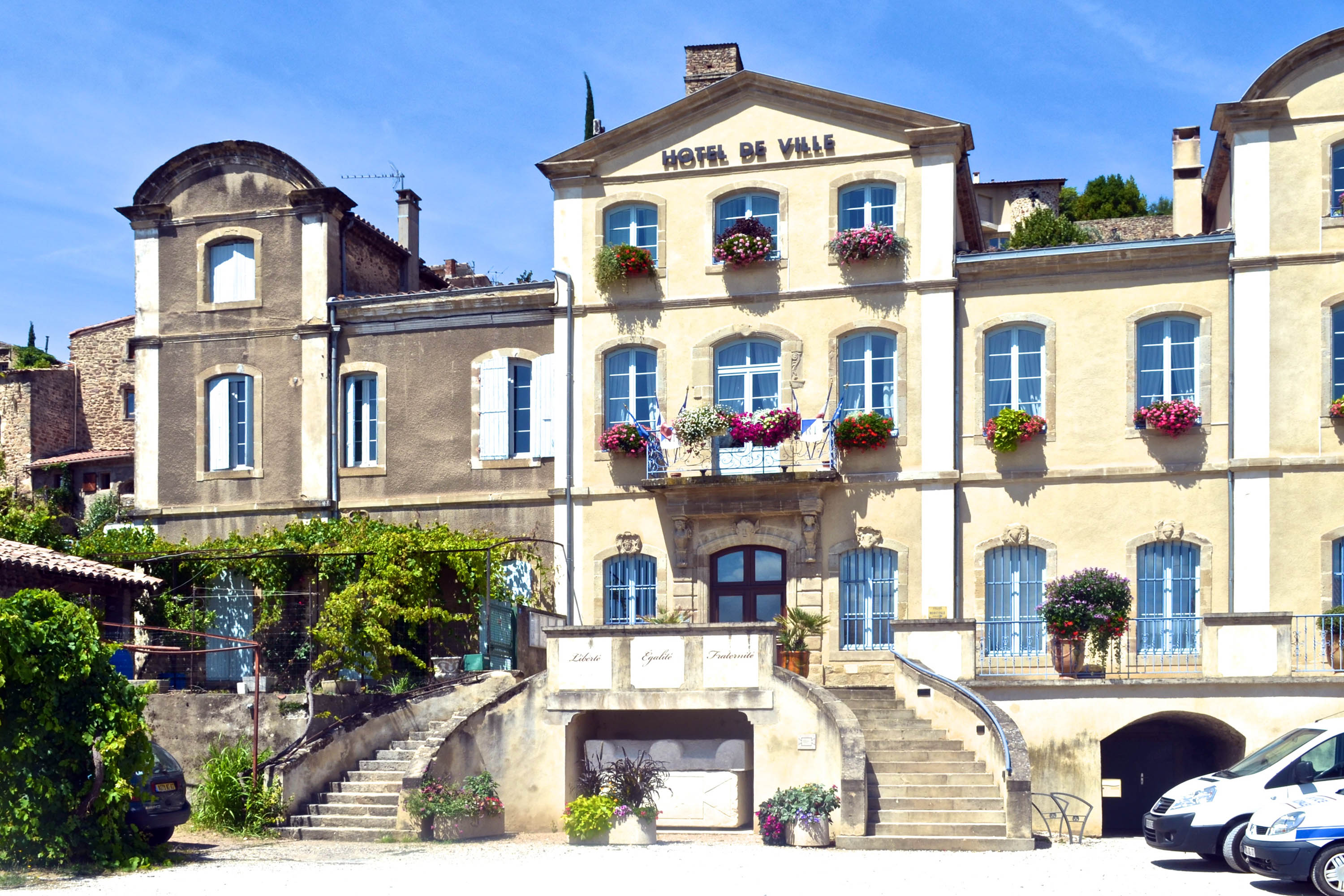
Municipio di Charmes-sur-Rhone con il sarcofago nella nicchia della scalinata.

Suo figlio, Roland Fisch, donò successivamente il sarcofago al comune che lo pose nel 1999 nella nicchia formata dalla doppia scalinata monumentale del suo municipio.
Degli scavi successivi effettuati intorno al luogo del ritrovamento del sarcofago hanno portato alla luce una villa romana. È probabile che l'abitante di Lione possedesse una residenza di campagna in loco.

## Descrizione
Si tratta di un sarcofago di calcare bianco, di forma rettangolare e privo di ornamenti se si escludono gli acroteri del coperchio.
La parte anteriore del sarcofago rivela una scritta incisa nel calcare: un epitaffio con la particolarità di formare un acrostico. Il nome non è registrato altrove e le ultime due righe danno la chiave dell'enigma: è necessario leggere ogni iniziale di ogni linea verticale. Il risultato è il presunto nome del defunto "ATHELIUS" e la sigla "CV" che sta per "uomo illustre" (dal latino "clarissimus vir"). La pratica dell'acrostico e dei lunghi epitaffi non è rara per quel momento storico; dal 350 vi fu una sorta di rinascita della letteratura, nello studio di autori classici come Cicerone, Virgilio, Terenzio.
Il testo riportato in latino dall'epitaffio è il seguente: 
AEVI INGENS, GENVS EGREGIVM ATQ(VE) ORDINE PRINCEPS,
LVGVNI PROCERVM NOBILE CONSILIVM,
EXACTO VITAE TRANSCENDIT AD AETHERA CVRSV,
TERRENVM TVMULO DANS, ANIMAM SVPERIS.
HIC PATRIS RELIQUA GENER AC PIA FILIA CVNDVNT,
IGNARA VT NON SINT SAECLA FVTVRA SVI.
VSVRAE LVCIS NATVS MELIORIBVS ANNIS.
SEX LVSTRA EXEGIT NON BREVE TER SPATIVM.
CIVIS QUI FVERIT SIMVL ET QUO NOMINE DICTVS,
VERSIBVS IN PRIMIS, ORDINE, PRODIT APEX.
[CVBA TERRAE REX COS PAVLVINVS] ?
L'ultima riga, sotto lo spazio dedicato all'iscrizione in sé per sé, permette di stimare la data di morte di Alethius nel consolato di un "Paolinus". A questo "Paolinus" può abbinare Flavio Paolino, console del 498, durante il regno di Teodorico il Grande.